# Nový Knín
Nový Knín är en stad i Tjeckien.   Den ligger i regionen Mellersta Böhmen, i den centrala delen av landet, 30 km söder om huvudstaden Prag. Nový Knín ligger 312 meter över havet och antalet invånare är 1 779.
Terrängen runt Nový Knín är platt åt nordväst, men åt sydost är den kuperad. Nový Knín ligger nere i en dal. Runt Nový Knín är det ganska glesbefolkat, med 24 invånare per kvadratkilometer. Närmaste större samhälle är Dobříš, 9,1 km väster om Nový Knín. Omgivningarna runt Nový Knín är en mosaik av jordbruksmark och naturlig växtlighet.